# 小牧郵便局
小牧郵便局（こまきゆうびんきょく）は、愛知県小牧市にある郵便局。民営化前の分類では集配普通郵便局であった。

## 概要

### 住所
- 住所：〒485-8799 愛知県小牧市中央1丁目405

### 併設施設
- ゆうちょ銀行小牧店（名古屋支店小牧出張所）：取扱店番号210370

## 沿革
- 1872年4月8日（明治5年3月1日） - 小牧郵便取扱所として開設[1]。
- 1875年（明治8年）1月1日 - 小牧郵便局（五等）となる[1]。
- 1880年（明治13年）9月16日 - 為替取扱を開始[1]。
- 1881年（明治14年）5月26日 - 貯金取扱を開始[1]。
- 1897年（明治30年）3月1日 - 小牧郵便電信局となる[1]。
- 1903年（明治36年）4月1日 - 通信官署官制の施行に伴い小牧郵便局となる[1]。
- 1956年（昭和31年）10月1日 - 篠岡郵便局[2]から集配業務を移管[3]。
- 1957年（昭和32年）11月1日 - 特定郵便局から普通郵便局に局種別改定。
- 1959年（昭和34年）9月27日 - 電話交換事務を小牧電報電話局に移管。
- 1960年（昭和35年）3月 - 局舎落成。
- 1998年（平成10年）9月1日 - 外国通貨の両替および旅行小切手の売買に関する業務取扱を開始。
- 2007年（平成19年）10月1日 - 民営化に伴い、併設された郵便事業小牧支店、ゆうちょ銀行小牧店に一部業務を移管。
- 2012年（平成24年）10月1日 - 日本郵便株式会社発足に伴い、郵便事業小牧支店を小牧郵便局に統合。

## 取扱内容

### 小牧郵便局
- 郵便、印紙、ゆうパック、内容証明
- 生命保険、バイク自賠責保険、自動車保険、がん保険、引受条件緩和型医療保険
- 「485-00xx」「485-08xx」区域（小牧市の全域）の集配業務
- ゆうゆう窓口

### ゆうちょ銀行小牧店
- 貯金、貸付、為替、振替、振込、国際送金、外貨両替、トラベラーズチェック、国債、投資信託、変額年金保険
- ATM

## 周辺
- 小牧税務署
- ラピオ
- メナード美術館
- 愛知県立小牧高等学校

## アクセス
- 名鉄小牧線 「小牧駅」から徒歩で約8分。
- 名鉄バス 「三和通」バス停留所、もしくはこまき巡回バス 「ラピオ前」バス停留所下車。
- 東名高速道路・名神高速道路 小牧ICから南東へ約3km。
- 駐車場あり：20台